# 薩南科羅巴
薩南科羅巴（法語：Sanankoroba），是馬里的城鎮，位於該國西南部，由庫利科羅區的卡蒂省負責管轄，面積617平方公里，海拔高度338米，2009年人口37,294，人口密度每平方公里60人。